# ماستیف برزیلی
ماستیف برزیلی (انگلیسی: Fila Brasileiro) این سگ، با نام بولداگ برزیلی نیز شناخته می‌شود. قدرت ردیابی بسیار بالایی دارد. می‌تواند بسیار متهاجم و خشن شود. نگهداری این سگ نیز به خاطر سایز بزرگ و سرشت و پتانسیل تهاجمی او در بسیاری از کشورها ممنوع است.